# 132 Pułk Artylerii Lekkiej

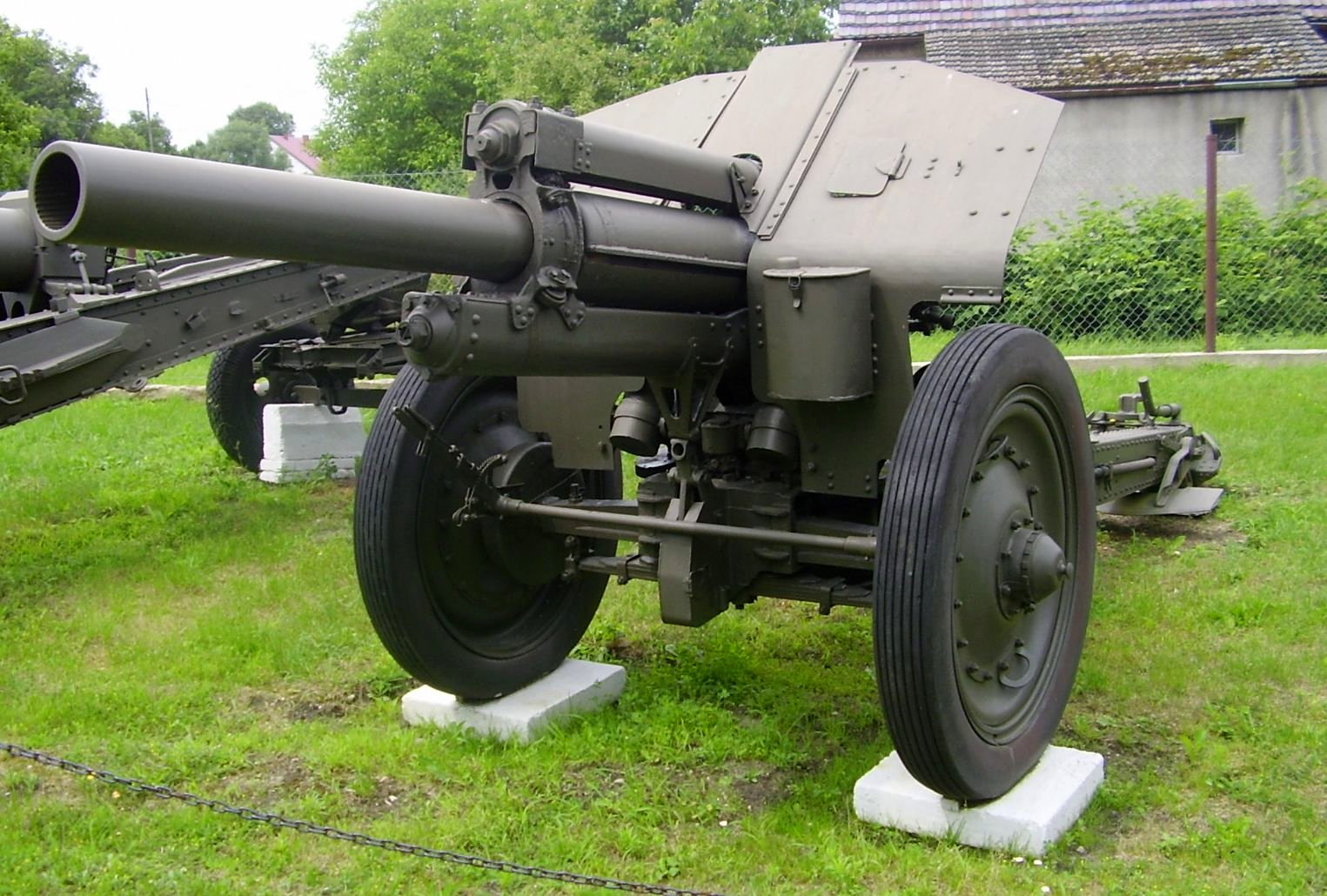
122 mm haubica M-30

 132 pułk artylerii lekkiej (132 pal) – oddział artylerii lekkiej Wojska Polskiego.

## Formowanie i zmiany organizacyjne
Pułk sformowany został w 1950 roku dla 25 Dywizji Piechoty. Stacjonował w Siedlcach. W 1952 roku rozwiązano dywizję, a pułk podporządkowano czasowo dowódcy 3 Dywizji Piechoty. W 1953 roku przedyslokowano jednostkę do Stargardu Szczecińskiego i podporządkowano dowódcy 14 Dywizji Piechoty. W 1955 roku rozformowano pułk.

## Skład organizacyjny
- Dowództwo pułku[6]
- bateria dowodzenia
  - plutony: topograficzno-rozpoznawczy, łączności
- dywizjon haubic
  - trzy baterie artylerii haubic
- dywizjon armat
  - trzy baterie artylerii armat